# Fockendorf
Fockendorf là một đô thị thuộc huyện Altenburger Land, trong bang Thüringen, Đức. Đô thị Fockendorf có diện tích 8,83 km².